# Turbinaria frondens
Espèce
Statut CITES
Turbinaria frondens est une espèce de coraux appartenant à la famille des Dendrophylliidae.